# Filozofie práva
Filozofie práva je odvětví filozofie a právní vědy, které zkoumá a objasňuje základní právní pojmy, vztah mezi morálkou, spravedlností a právem, otázky legality a legitimity, platnosti práva a podobně. Má úzký vztah s teorií práva.

## Historie
Antické úvahy o právu jsou z velké části dílo filozofů: právním a zejména ústavním otázkám se věnoval Platón i Aristotelés nebo Cicero. Také středověké právní myšlení úzce souvisí se scholastikou, s filozofií a s teologií. Středověká filozofie práva pojímala právo jako hierarchický systém čtyř vrstev, jež se pokaždé opírají o vrstvu vyšší:
1. Božské právo
2. Přirozené právo
3. Pozitivní (platné) právo
4. Zvykové (nepsané) právo.[1]

Velkým tématem středověké filozofie práva byl vztah mezi panovníkem a právem: panovník právo vyhlašuje a vymáhá (trestá provinění), je však sám tímto právem vázán?
Po rozpadu středověké kulturní a náboženské jednoty v Evropě význam filozofie práva prudce vzrostl, protože měla najít nový, nenáboženský základ pro platnost a závaznost práva. První právní filozofové novověku (Jean Bodin, Hugo Grotius, Thomas Hobbes) se snaží především upevnit autoritu panovníka, na druhé straně však začínají uvažovat i o ochraně práv svobodných lidí, později občanů. Východiskem jejich argumentace je jednak myšlenka přirozeného práva, jednak myšlenka společenské smlouvy. Filozofové jako John Locke a Baruch Spinoza tak položili základy moderního právního myšlení, které vychází z představy základních práv občana a každého člověka.

## Klasická filozofie práva
Vrcholem tohoto období je právní filozofie Immanuela Kanta a G. W. F. Hegela, na českém území pak právní filozofie olomouckého profesora Franze Samuela Karpeho. Kantova právní filozofie, obsažená hlavně ve spise Metafysika mravů (Metaphysik der Sitten) z roku 1796, vychází ještě z pevného svazku mezi panovníkem a poddanými. Poddaní jsou panovníkovi zavázáni k loajalitě, panovník však musí respektovat a hájit jejich svobody a majetek.
Hegelovy Základy filozofie práva (Grundlinien der Philosophie des Rechts) z roku 1821 vycházejí z pojmu lidské svobody, která však po každém nutně vyžaduje, aby byl občanem společnosti a řídil se jejím právem. Hegel důkladně zdůvodňuje nejen občanské svobody, ale také majetkové právo, rodinné a smluvní právo a konečně i právo veřejné a trestní.

## Pozitivní právní nauka
Rakouský právní filozof Hans Kelsen (1881 v Praze - 1973 v USA) vytvořil novou pozitivní teorii práva, podle níž se právo opírá pouze o autoritu zákonodárce. Právo platí proto a potud, pokud se opírá o „základní normu“ (Grundnorm) a bylo řádným způsobem uzákoněno a vyhlášeno. Základní normu pokládal Kelsen zprvu za hypotézu, později se však přiklonil k tomu, že je to právní fikce. Na Kelsena navazuje řada dalších filozofů a teoretiků práva jako H. L. A. Hart, který rozlišil „primární právní normy“ (všechny běžné zákony) a „sekundární normy“, jež upravují legální postup při tvoření, změnách a rušení primárních norem.

## Kritika právního pozitivismu
Zneužití práva v totalitních režimech 20. století odhalilo zásadní slabinu pozitivní právní teorie, která se ukázala neschopná rozlišit mezi spravedlivým a nespravedlivým právním systémem. Tak se do diskuse znovu vrátila základní otázka právní filozofie, totiž otázka po tom, co je spravedlivé. Současné právní teorie na tuto otázku sice neumí jednoznačně odpovědět, uznává však nadřazenou platnost lidských a občanských práv jako jakousi pojistku proti zásadnímu zneužití práva.